# Vlottende bies
Vlottende bies (Isolepis fluitans) is een overblijvende plant, die behoort tot de cypergrassenfamilie (Cyperaceae).  Het aantal chromosomen 2n = 60.

## Determinatie
De plant wordt 15–60 cm hoog. De vertakte, tot 1 mm dikke stengel van de waterplant zweeft in het water en die van de landplant ligt op de grond. Ze wortelen op de knopen. De tot 10 cm lange en tot 1 mm brede, grasachtige bladeren staan bijna haaks af en hebben drie nerven.
De soort bloeit van juni tot in de herfst met bleekbruine, eivormige, 3–4 mm lange aren. De aar bestaat uit ongeveer zeven bloemen. De stijl heeft twee stempels. Het schutblad is korter of iets langer dan de aar.
De vrucht is een lensvormig nootje. Het lichtbruine, eivormige zaad is 1,3 mm lang en 0,8 mm breed en heeft een fijn netvormig oppervlak.

## Ecologie
Vlottende bies komt voor in ondiep, meso-oligotroof tot mesotroof, zwak zuur, stilstaand of zwak stromend zoetwater. Het gaat om zonnige tot zwak beschaduwde plaatsen op een bodem van zand en leem, soms op veen of verzuurde klei. In de zomer kunnen de standplaatsen droogvallen.

### Syntaxonomie
Vlottende bies geldt als kensoort voor de associatie van vlottende bies (Scirpetum fluitantis).

## Verspreiding
Vlottende bies komt voor in West-Europa, Zuidoost-Azië, Australië, Zuid-Afrika, op de Azoren, Madagascar en enkele plaatsen in Afrika. De soort staat op de Nederlandse Rode lijst van planten als vrij zeldzaam en matig afgenomen.

## Fotogalerij

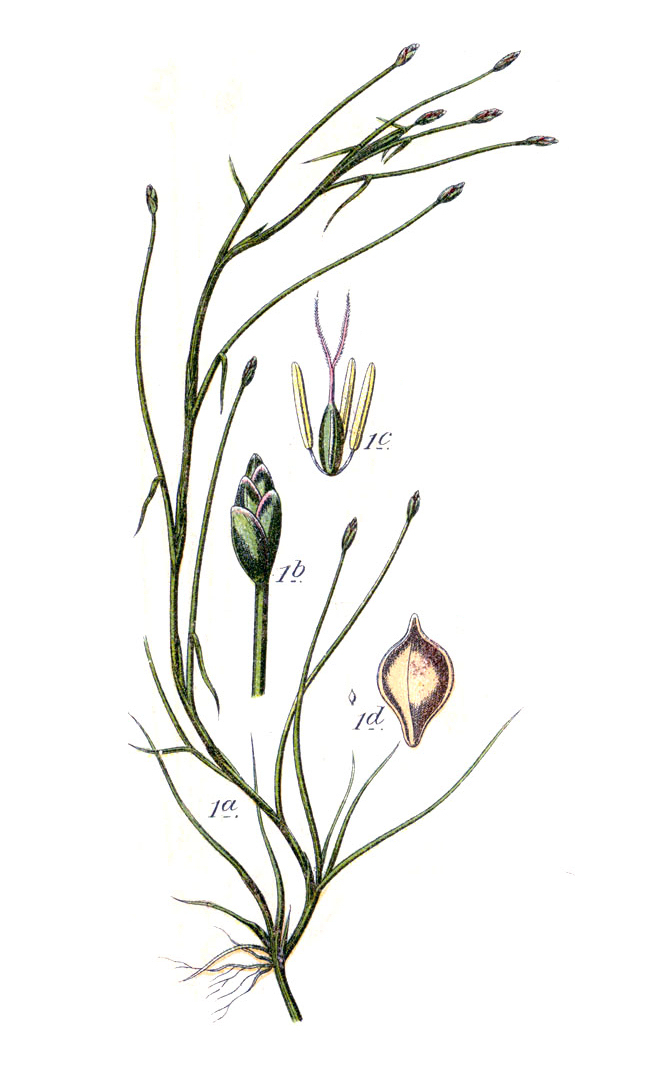
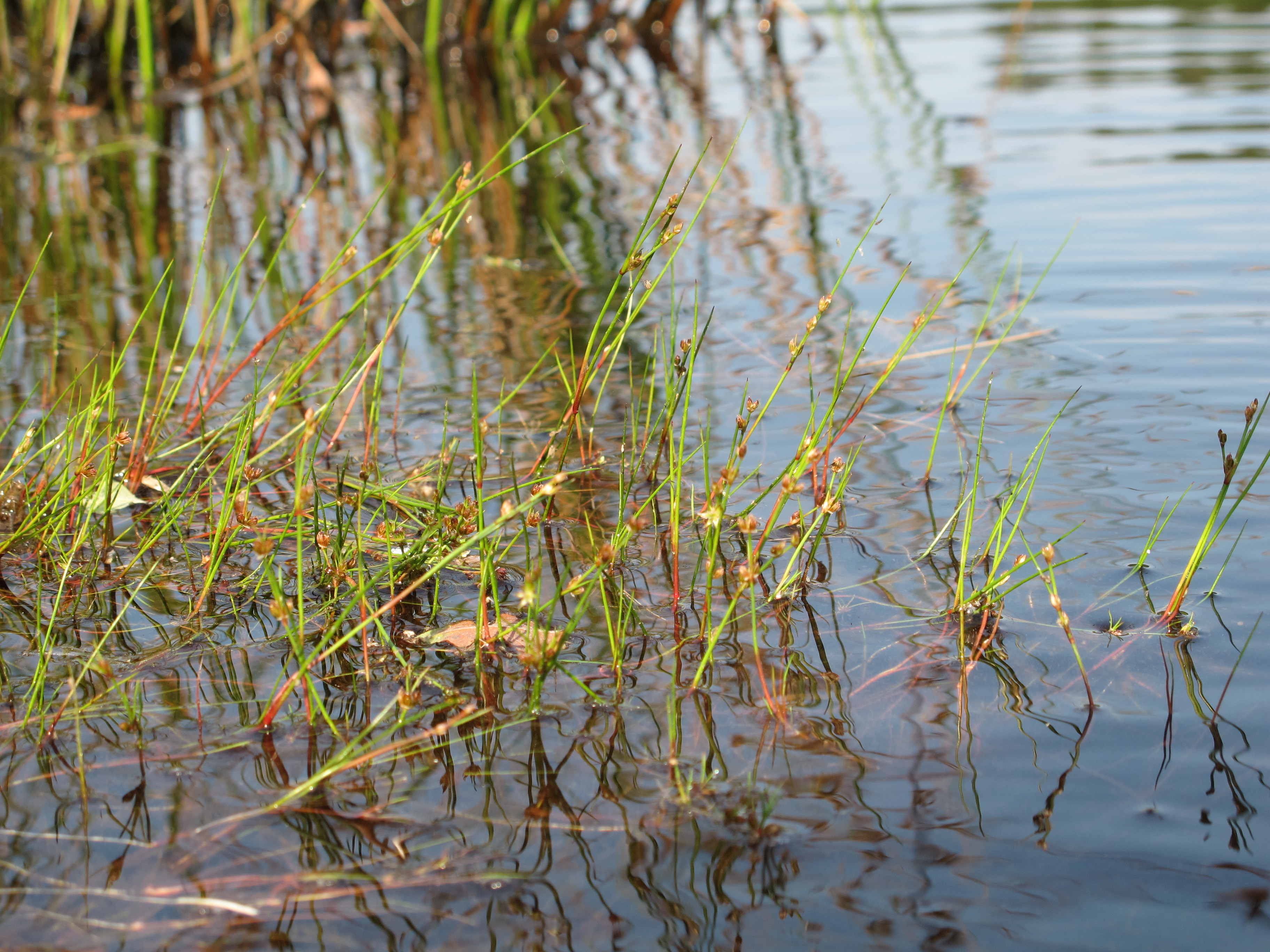
Waterplanten
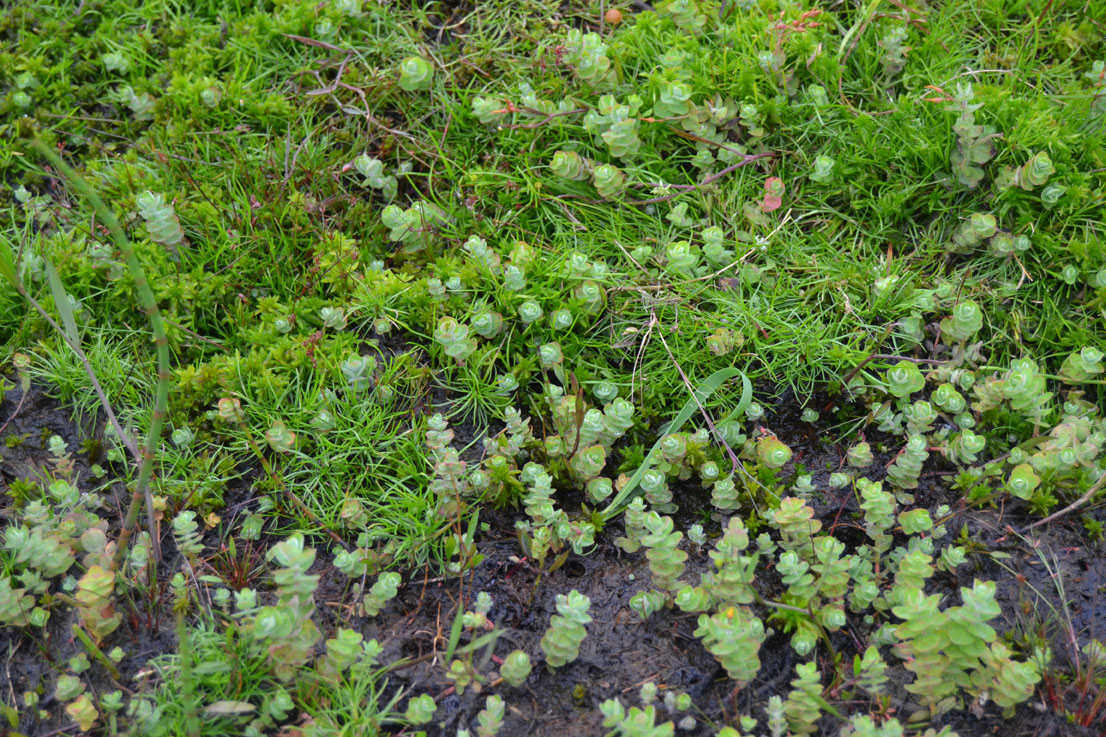
Landplanten
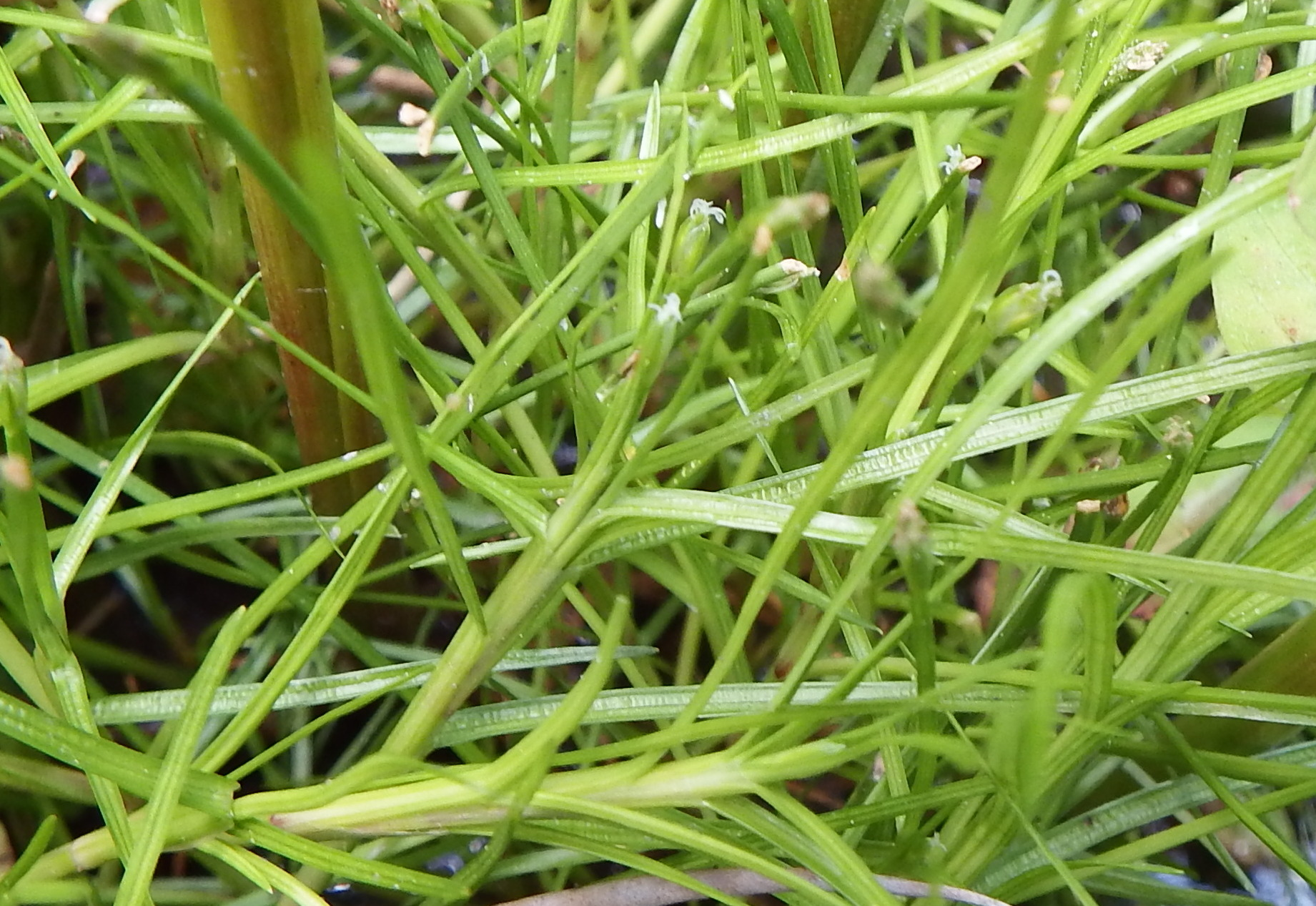
Bladeren